# نیکون دی ۵۰
نیکون دی ۵۰ (به انگلیسی: Nikon D50) یک دوربین عکاسی تک‌لنزی بازتابی ساخت شرکت نیکون است.